# Dunamenti Erőmű
A Dunamenti Erőmű  755 MW névleges teljesítményével Magyarország legnagyobb jelenleg üzemelő gáztüzelésű erőműve. Érdekessége, hogy ugyanolyan blokkokkal rendelkezett (2018-ban elbontották), mint az AES-Tisza II hőerőmű. Szabályozó képességével stratégiai szerepet vállal a hazai villamosenergia-rendszer ellátásbiztonságában.
A Százhalombattán található erőmű 2009-ben 2631 GWh villamos energiát értékesített, továbbá a magyarországi rendszerszintű szolgáltatások közel egyharmadát adta.
A GDF Suez csoport környezeti politikájával összhangban, az elmúlt években számos korszerűsítés valósult meg. Az erőmű hat meglévő blokkja közül az egyiket úgy alakítja át, hogy hatásfoka 20 százalékkal nő. A Dunamenti Erőmű másik nagy projektje a termelésből kivont, elavult blokkjainak lebontása, amely környezetvédelmi, egészségügyi és biztonságtechnikai célokat is szolgál.
2014 júliusától a MET-csoport tagja, a MET Power AG vásárolta meg a GDF Sueztől az erőmű 74,8%-os tulajdonjogát.
Az erőmű három darab, egyenként 207 méteres kéménye a város jelképévé vált. Megfelelően tiszta időben akár a Bakonyból vagy a Mátrából is látszanak. (Helyettük már az új blokkokhoz épült alacsonyabb kéményeket használják.)

## Története

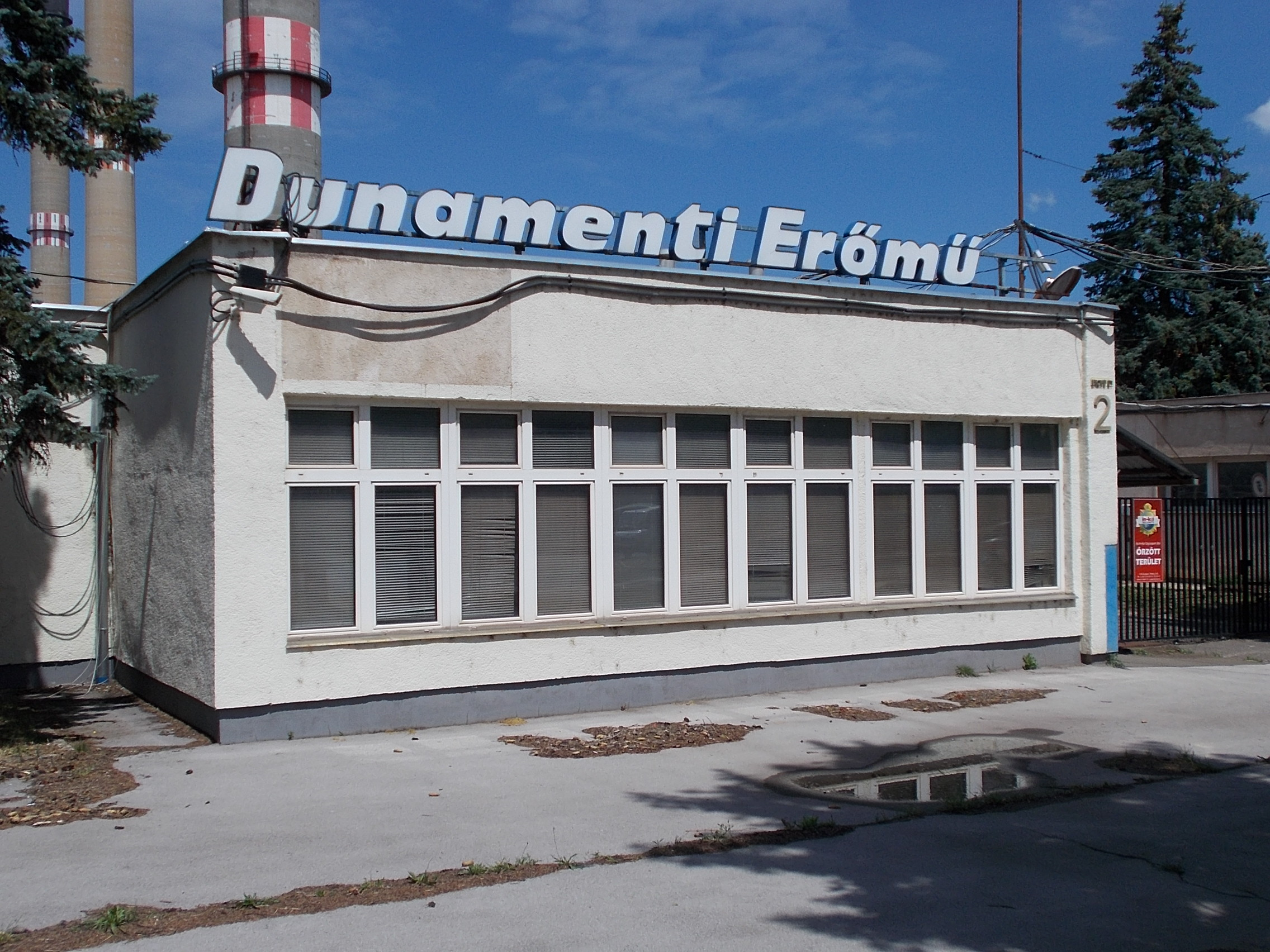
Az Erőmű úti főbejárat 2020-ban

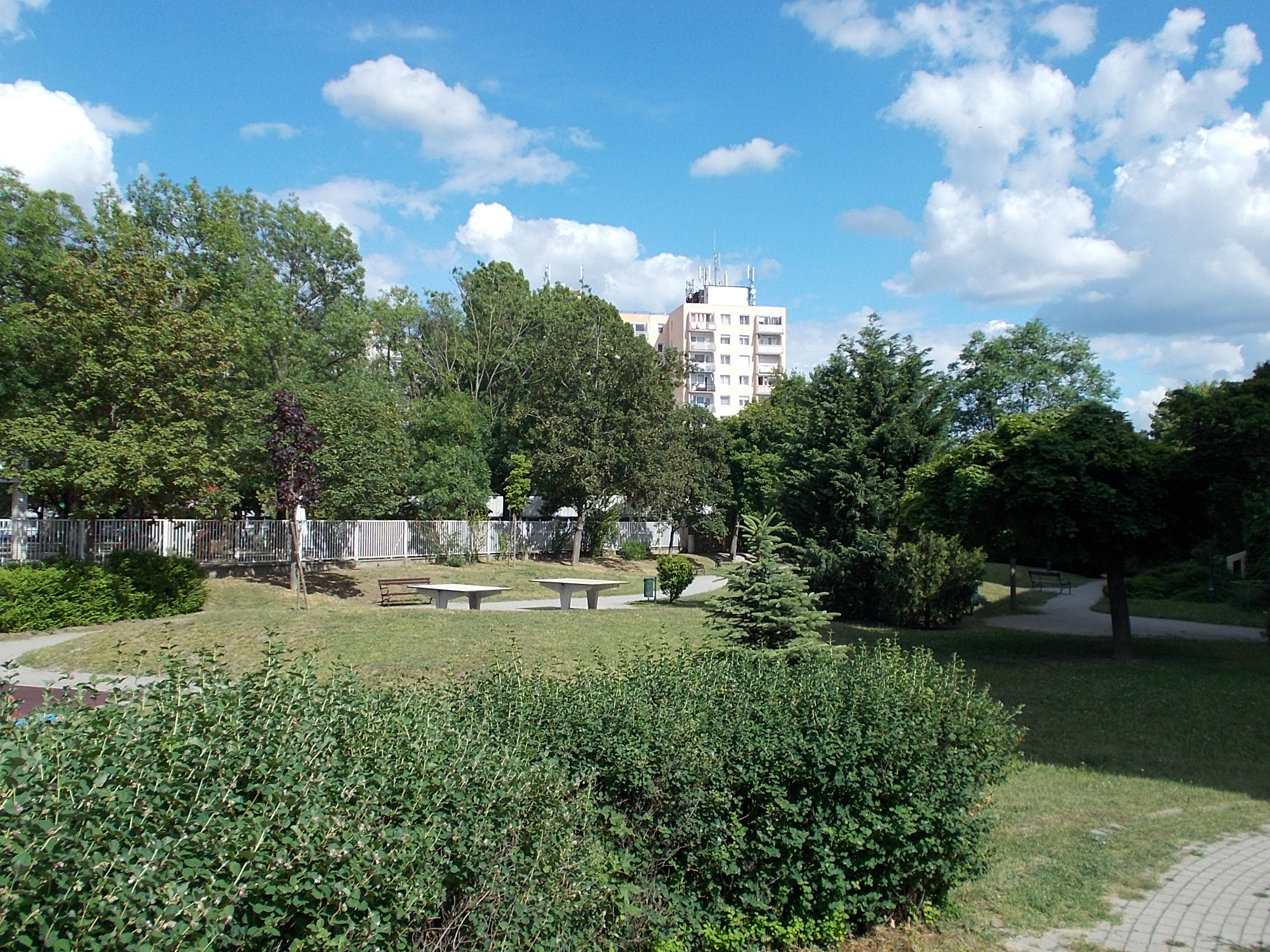
A Szeptember 11. park a lakótelepen

A Dunamenti Hőerőmű Vállalat (DHV) létrehozásáról 1960-ban, a Dunai Kőolajipari Vállalat (DKV) elindításával együtt született döntés. (Utóbbit 1962-ben alapították.) A beruházásokra az úgynevezett szénhidrogén program keretében került sor, mivel az 1950-es évek végén a KGST-ben alkalmazott ár- és elszámolási rendszer a széntüzeléssel szemben előnyösnek mutatta a szénhidrogén bázison termelt elektromos energiát. A program keretében a Szovjetunióból az 1964-ben üzembe helyezett Barátság kőolajvezetéken szállított kőolaj feldolgozására olajfinomítók, illetve ezekhez kapcsolódóan, olajtüzelésű erőművek építésére került sor.
Az építkezés első üteme 1960-tól 1968-ig tartott. Ekkor tíz energiatermelő blokkot létesítettek, amelyek beépített összes villamos teljesítménye 581 MW, hőszolgáltatási teljesítménye 370 MW volt. Hozzá csúszózsalus technológiával elsőként a legdélebbi, vékonyabb kéményt húzták fel. Az első blokkot 1963 szeptemberében üzemelték be. A második építési ütemben, amely 1970–1976 között tartott, hat darab 215 MW-os olaj-földgáz tüzelésű kondenzációs blokk készült el a kettő vastagabb kéménnyel együtt. Ezzel az erőmű összteljesítménye 1870 MW-ra, hőszolgáltatási teljesítménye 975 MW-ra nőtt.
Mindkét erőművi egységet alaperőműnek tervezték, mivel jó fizikai hatásfokuk alapján a 95%-os kapacitáskihasználás volt indokolt. Az 1970-es évek közepétől azonban az olajválság hatására bekövetkezett világpiaci áremelkedés, amelyet – némi késleltetéssel – a szocialista árrendszer is követett, fokozatosan megváltoztatta az üzemeltetés gazdasági feltételeit. Az 1980-as évek végétől részben ezért, részben a Paksi Atomerőmű üzembe helyezése miatt, a DHV termelését a menetrendtartás és a csúcsra járatás jellemezte. A kapacitáskihasználtság ennek hatására fokozatosan csökkent, egészen az 1990-ben elért 24,21%-os mélypontig. 1989–1994 között elkészült a 2 kombinált ciklusú gázturbinából álló új blokk, 300 MW villamosenergia termelő és 430 MW hőteljesítménnyel. 2008–2011 között újabb, nagy teljesítményű, kombinált ciklusú gázturbinás blokkot helyeztek üzembe. 2007–2018 között bontották le az elavult F blokkokat és a gőzturbinacsarnokot. A blokkok helyére 2023-ban elektromos kazánt, 2025-re pedig akkumulátorokat telepítettek. A 2-es kapu előtt a 6-os főútra kivezető műutat 1998-ban Csenterics Sándorról, az erőmű alapító-igazgatójáról nevezték el.

### Lakótelep
Az erőmű építkezésén és az elkészült üzemben dolgozók elsőként a 760 lakásos Készenléti lakótelep 1962–1970 között emelt téglaépületeiben kaptak szolgálati lakásokat. Tőle északra helyezkedik el az 1970-es és 1980-as évek fordulóján, monoblokkos technológiával épült 200 lakásos Pannónia lakótelep. A Készenléti lakóteleptől délkeletre 1970–1985 között állították össze a nagyjából 3000 lakásos Déli lakótelep panelházait, a dunaújvárosi, a kecskeméti  és a szegedi házgyárak elemeiből. A déli csücskében végül 1987–1992 között épültek a „Z program” társasházai, összesen 140 lakással.